# Robert Protin

Robert Protin (1897)

Robert Protin (* 10. November 1872 in Lüttich; † 4. November 1953 ebenda) war ein belgischer Radrennfahrer.
Robert Protin war ein Bahnsprinter und Pionier des Radsports. International war er von 1891 bis 1899 aktiv. Er war der erste belgische Radrennfahrer, der einen Weltmeistertitel gewinnen konnte, und zwar den der Sprinter im Jahre 1895 in Köln. Zudem wurde er mehrfach Europameister in verschiedenen Disziplinen sowie belgischer Meister. Die nationale Meisterschaft im Sprint der Amateure gewann er 1891 bis 1893. 
Den Grand Prix d’Anvers gewann er 1897. Er gewann weitere zahlreiche große Preise und stellte am 23. Juni 1895 einen Weltrekord über 500 Meter auf. 
Im selben Jahr nahm Protin am Grand Prix du Roi auf dem Velodrom von Longchamp teil und fuhr gleichzeitig mit seinen zwei damaligen Konkurrenten über die Ziellinie. Die Jury wollte das Rennen wiederholen lassen, doch der belgische König Leopold II. entschied, dass alle drei Rennfahrer den gleichen Preis von ihm erhalten sollten. 1898 und 1900 gewann er den Grand Prix de Reims, einen der ältesten Wettkämpfe für Bahnsprinter in Frankreich.
Nach Beendigung seiner Sportlerkarriere wurde Protin Unternehmer. Er gehörte zu den Mitbegründern des Fußballvereins RFC Lüttich.